# Rue Belvaux
La rue Belvaux est une artère ancienne de la section de Grivegnée dans la ville belge de Liège.

## Histoire
Au même titre que ses voisines du nord les rues Basse-Wez et Haute-Wez, la rue Belvaux est une voie ancienne (vraisemblablement antérieure au XVIIIe siècle) de Grivegnée reliant le pont d'Amercœur à la localité de Chênée par la rue Vinâve puis remontant la vallée de la Vesdre en direction de Verviers.

## Description
Avec une longueur d'environ 865 m, cette rue relie la rue Vinâve et la place de la Liberté à la rue Haute-Wez. Elle compte un peu moins de 200 immeubles. La rue, qui est l'épine dorsale du quartier de Grivegnée-Bas, comprend quelques courbes ainsi que de légères montées et descentes.

## Architecture et patrimoine
Cette ancienne rue possède plusieurs bâtiments repris à l'inventaire du patrimoine immobilier culturel de la Wallonie . Parmi lesquels :
- l'ancienne maison communale de Grivegnée, bâtie de 1865 à 1867 d'après les plans de l'architecte Dejardin et ses deux ailes (bibliothèque et justice de paix) réalisées en 1903 par Bernimolin[1],
- l'ancienne ferme Lovinfosse, bâtisse construite en carré au XVIIe siècle et transformée au cours des siècles suivants, située aux nos 175-179[2],
- l'école Sainte-Odile située au no 26,
- les hôtels particuliers d'architecture néo-classique, datant du XIXe siècle et situés aux nos 85/91, 123, 189 (maison Nolet)[3] et 192[4],
- l'ancien magasin de l'Union coopérative, immeuble d'angle avec la rue Vignoul, édifié dans le style éclectique en 1911 et sis au no 35[5].

La petite maison placée en contrebas de la chaussée, au no 218, date sans doute du XVIIIe siècle et l'immeuble sis au no 157 relève du style Art déco.
Au carrefour avec la rue du Falchena, à gauche de l'immeuble situé au no 2, se dresse un crucifix abrité sous une grande niche cintrée.

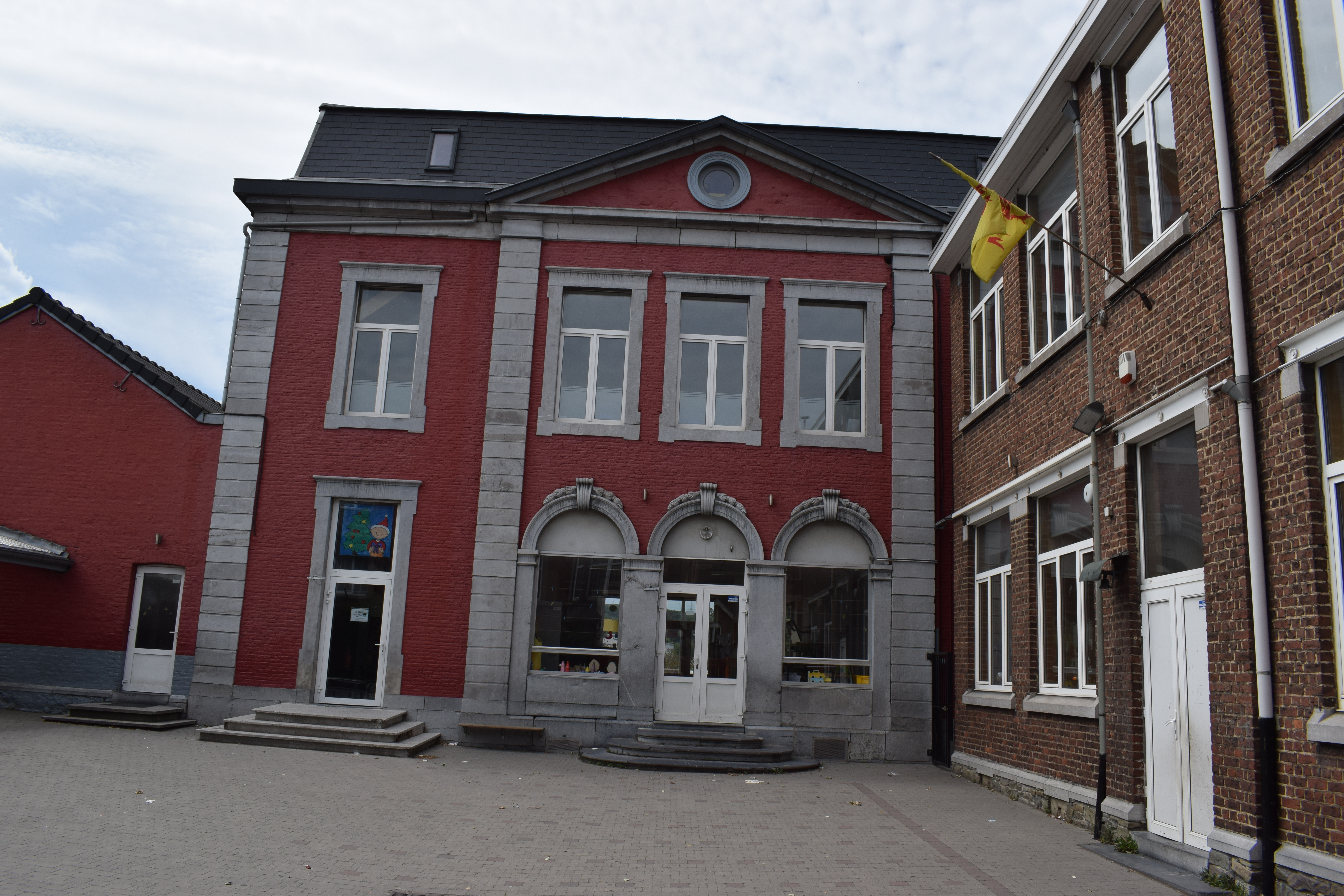
École Sainte-Odile

## Rues adjacentes
- Rue Vinâve
- Rue du Fourneau
- Place de la Liberté
- Rue Pétry
- Rue de la Sidérurgie
- Rue Vignoul
- Rue Henri Orban
- Rue Salvador
- Rue de la Haminde
- Rue des Mimosas
- Avenue Reine Astrid
- Rue du Falchena
- Rue Haute-Wez

### Source et bibliographie
- Yannik Delairesse et Michel Elsdorf, Le nouveau livre des rues de Liège, Liège, Noir Dessin Production, décembre 2008, 2e éd. (1re éd. 2001), 512 p. (ISBN 978-2-87351-143-2 et 2-87351-143-5, présentation en ligne), page 97